# 圣母之死
《圣母之死》（義大利語：Morte della vergine）是意大利巴洛克大师卡拉瓦乔的一幅画作，创作于1606年。现藏于巴黎卢浮宫。 

## 历史
在卡拉瓦乔创作《圣母之死》（约1601–06年）时，他已经在罗马工作了十五年 。教宗律师拉尔齐奥·切鲁比尼委托画家，为他在罗马特拉斯提弗列区加尔默罗会的阶梯圣母堂内自己的小堂内创作这幅画作。这幅画不可能在1605–06年之前完成。他对圣母之死的另类描绘在当时引起了震动，堂区认为不适合，拒绝接受这幅画。
朱利奥·曼奇尼认为卡拉瓦乔画圣母时，使用的模特是一个妓女，可能是他的情妇。批评他把圣母描绘成“贫民窟里的肮脏妓女。” 阶梯圣母堂的神父们认为卡拉瓦乔画的这幅《圣母之死》对圣母非常不敬（“con poco decoro”），画中的圣母肿了起来，还露出了一点光腿，看起来“太像一个普通的死去女人的肿胀尸体”，缺乏神性，不合礼仪，因此拒绝接受这幅画，而用卡拉瓦乔的亲密追随者卡洛·萨拉塞尼的画作取而代之。
彼得·保罗·鲁本斯 称赞这幅画是卡拉瓦乔最好的作品之一。在他的推荐下，这幅画被曼图亚公爵溫琴佐一世·貢扎加买下，放在他华丽的画廊里。1607年4月1日至7日，公爵的大使乔瓦尼·马格尼在他位于科尔索大道的房子里短暂地展出了这幅画，但严格禁止不允许复制。
公爵的藏品于1627年卖给了英王查理一世。在他被处决后，英格兰共和国于1649年将他的藏品出售，这幅画被埃弗哈德·贾巴赫买下，后者于1671年将其卖给路易十四，作为法国皇家收藏，法国大革命后成为国家的财产。如今，这幅画挂在卢浮宫。这幅画在离开罗马之前，在圣路加学院展出了不到两周。然而，卡拉瓦乔当时已经逃离罗马，再也没有公开露面。卡拉瓦乔性格冲动，在罗马纠纷不断，一次在网球比赛后的剑战中杀死了一名男子拉努奇奥·托马索尼。

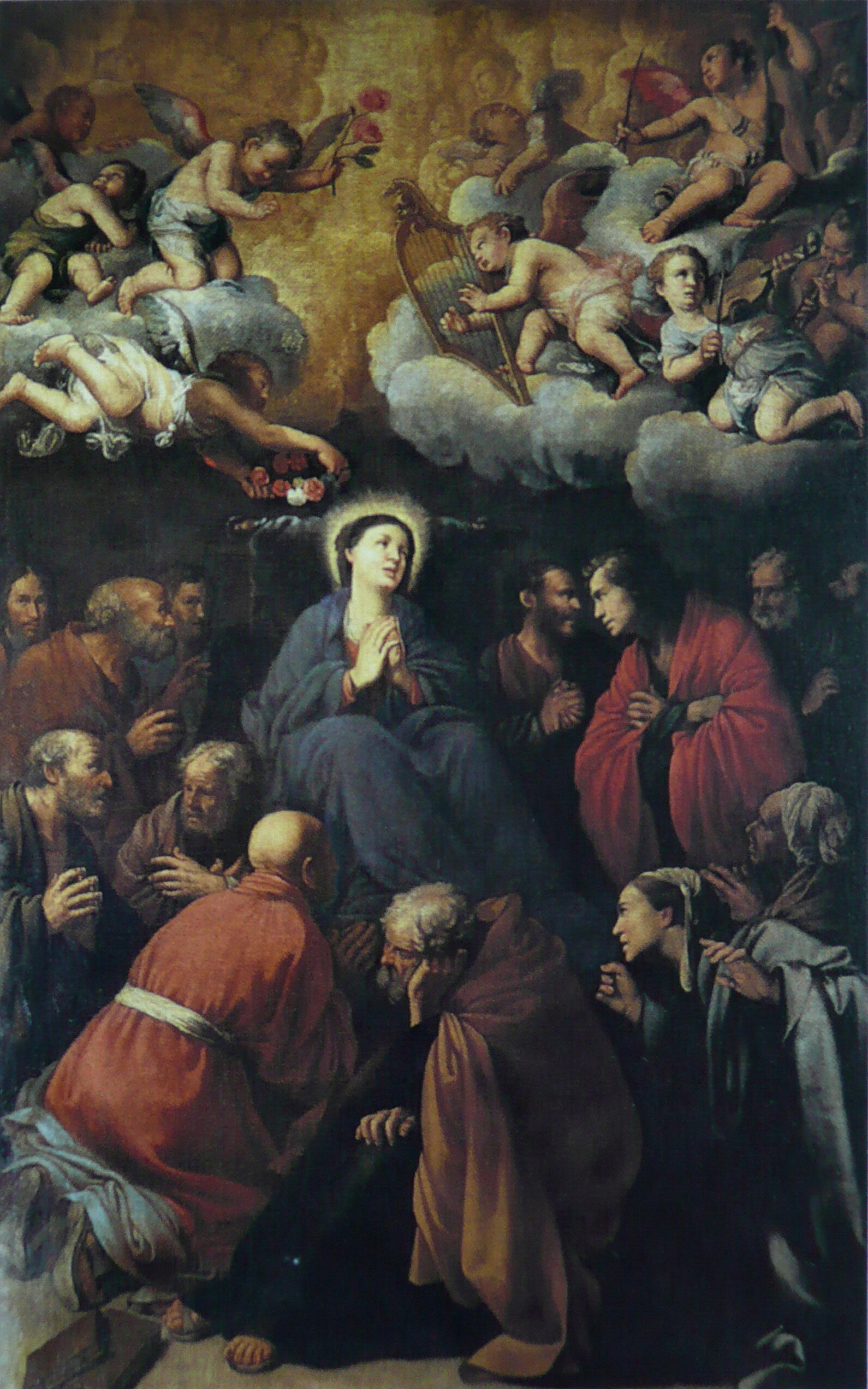
卡洛·萨拉塞尼：《圣母之死》, 459 × 273 cm, 罗马阶梯圣母堂

## 说明
这幅画在视野、严肃性和照相写实主义方面，都让人想起卡拉瓦乔在梵蒂冈的《将耶稣从十字架上放下》。人物几乎是真人大小。玛利亚躺在那里，身穿一件简单的红色连衣裙。低垂的头和手臂，肿胀的双脚，描绘了遗体的原始而真实的景象。卡拉瓦乔完全放弃了传统上描绘圣母玛利亚神性的肖像画的方式。从画中的遗体，没有任何宗教绘画中所体现出的尊敬。

### 构图
圣母玛利亚是画作的中心主题，构图围绕她展开。围绕圣母的是抹大拉的马利亚和使徒们。其他人藏在他们身后。人群和人物的姿态，引导观众的目光朝向遗体。为了表达巨大的悲伤，画家没有描绘一张张情绪化的面孔，而是选择将他们的脸隐藏起来。卡拉瓦乔是一位大师，对风格主义 捕捉情绪的做法不感兴趣。这是一种无声的悲伤。哀嚎是没有意义的。卡拉瓦乔通过控制人物的情绪强度，将这一平静的场景赋予了非凡的纪念性。

### 光和阴影的使用
画家利用光影的细微差别来刻画物体、人物和服装。但最重要的是，通过这个过程，他强调了圣母玛利亚的身体沐浴在耀眼的光芒中。艺术家通过一系列明亮的区域创造了深度的错觉。

## 主题
这幅画是在教宗尚未正式阐明圣母升天 的教义的时候完成的。1950年，教宗庇护十二世发布宗座宪令，将圣母升天定为教义，但是对于玛利亚是否真的死亡这一问题仍然悬而未决。新约根本没有提到这件事。因此她是如何离开这个世界的，并不是天主教的教义。只是在17世纪，天主教徒的传统信仰是假定她活着，这一点在当时关于这个主题的大多数绘画中都有体现。那时，大多数人都认为她没有疼痛或疾病，而且在“死亡”之前，她年老的身体和灵魂是健康的。然而，在1997年6月25日，教宗若望保禄二世公开确认圣母在升入天堂之前确实经历了自然死亡,  Heaven.
卡拉瓦乔的画作是最后一幅描绘圣母之死的重要天主教艺术作品。卡拉瓦乔描绘的不是她的“升天”，而是死亡。人物的年龄与文艺复兴时期和巴洛克时期几乎所有的作品一样，圣母看起来比50多岁的女性年轻得多。传统认为玛利亚在五旬节时大约48岁，这是她在圣经中最后一次出现。但是并不清楚她在这之后活了多久。在这方面，中世纪对死亡的描述往往更为现实。

## 影响
这幅画体现了卡拉瓦乔在16世纪末和17世纪初发起的肖像和形式革命。这位艺术家远离了高贵、做作的风格主义，开创了一种坦率、稳健、充满活力的新风格。他承担了翻译人们的现实和情感的任务，而不必考虑对神圣事物的表达惯例。他对17世纪绘画观念的演变产生了相当大的影响。